# Carl Hester
Carl Rupert Hester (Sark, 29 giugno 1967) è un cavaliere britannico.

## Biografia
E' apertamente omosessuale.
Ha rappresentato la Gran Bretagna a sei edizioni dei Giochi olimpici estivi: Barcellona 1992, Sydney 2000, Atene 2004, Londra 2012, Rio de Janeiro 2016 e Tokyo 2020, laureandosi campione olimpico nel dressage a squadre nel 2012, con Laura Bechtolsheimer e Charlotte Dujardin, vicecampione nel 2016, con Charlotte Dujardin e Fiona Bigwood, e medaglia di bronzo nel 2021, con Charlotte Fry e Charlotte Dujardin.

## Palmarès
- Giochi olimpici

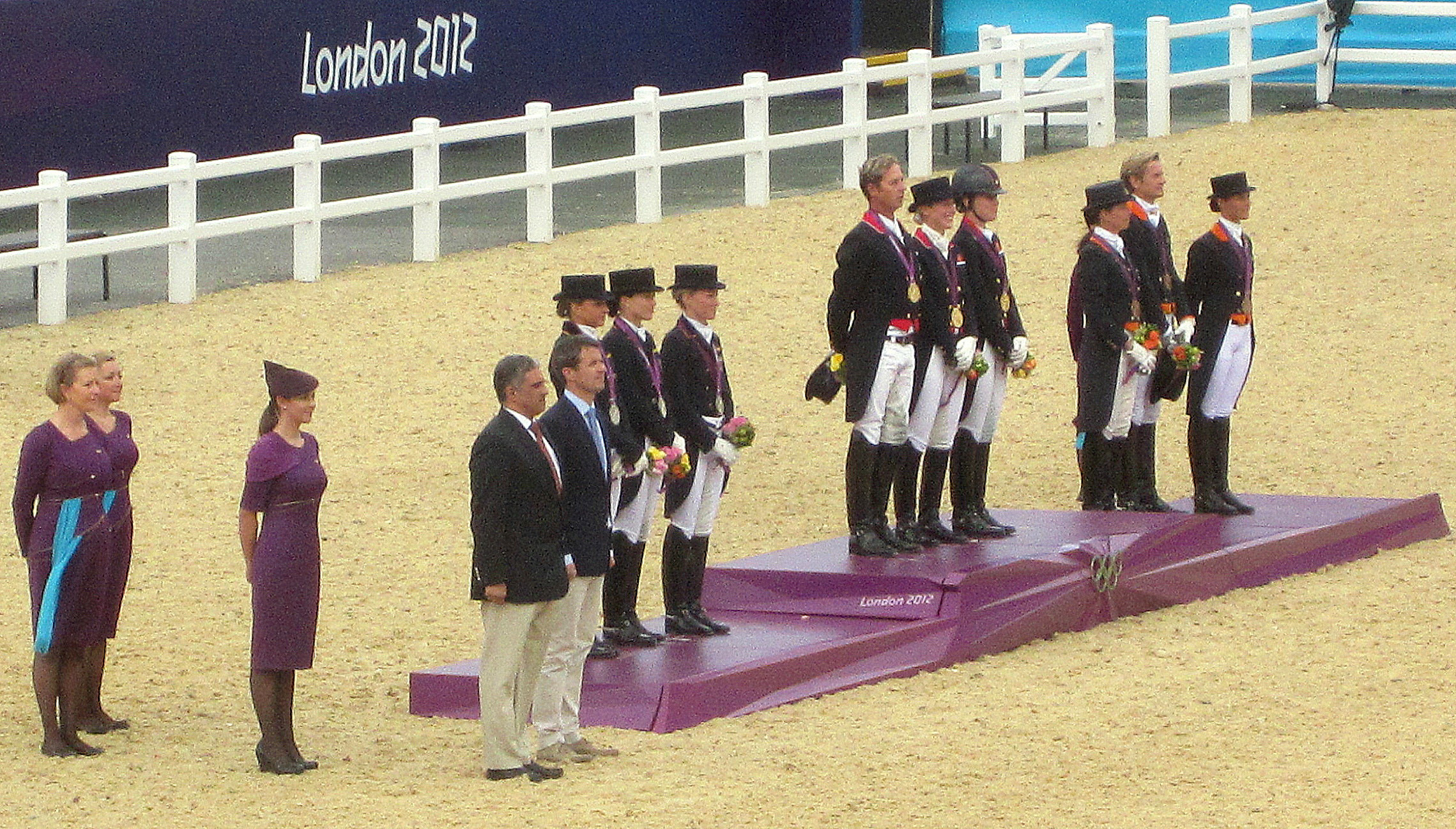
La premiazione del dressage a squadre ai Giochi olimpici di.

Londra 2012: oro nel dressage a squadre
Rio de Janeiro 2016: argento nel dressage a squadre
Tokyo 2020: bronzo nel dressage a squadre